# Medinilla erythrotricha
Medinilla erythrotricha är en tvåhjärtbladig växtart som beskrevs av Adolph Daniel Edward Elmer. Medinilla erythrotricha ingår i släktet Medinilla och familjen Melastomataceae. Inga underarter finns listade i Catalogue of Life.